# Wydział Inżynierii Materiałowej Politechniki Śląskiej
Wydział Inżynierii Materiałowej Politechniki Śląskiej – jeden z trzynastu wydziałów Politechniki Śląskiej, znajduje się w Kampusie zlokalizowanym w Katowicach.
Zatrudnia 34 profesorów i doktorów habilitowanych oraz 44 doktorów. Badania naukowe prowadzone na wydziale dotyczą inżynierii materiałowej. Ich główna tematyka to:

- technologie bezodpadowe
- zagospodarowanie i utylizacja surowców odpadowych
- modelowanie matematyczne procesów metalurgicznych
- zarządzanie środowiskiem
- elektrotermia
- komputerowe wspomaganie procesów projektowania
- teoria i technologia kształtowania materiałów metalicznych
- mechanika pękania
- biomechanika
- modelowanie procesów przepływu ciepła
- kinetyka procesów spalania
- kinetyka tworzenia i destrukcji zanieczyszczeń
- technologie wytwarzania kompozytów
- inżynieria powierzchni
- odlewnictwo
- projektowanie składu i technologii materiałów pracujących w złożonych warunkach obciążeń mechanicznych i cieplnych oraz oddziaływań środowiska korozyjnego
- technologie ceramiki o szczególnych właściwościach
- metody stereologiczne
- nowe materiały biomedyczne.

Wydział współpracuje w zakresie badań oraz dydaktyki z około 30 zagranicznymi uczelniami oraz ośrodkami naukowo-badawczymi z Czech (Vysoká škola báňská w Ostrawie), Estonii, Francji (École centrale Paris), Holandii (Uniwersytet Techniczny w Eindhoven), Litwy, Niemiec (TU Bergakademie Freiberg, Uniwersytet Techniczny w Dreźnie, Uniwersytet Techniczny w Magdeburgu, FH Münster, FH Osnabrück), Rosji, Słowacji (Technicka Univerzita Kosice), Szwecji, Ukrainy, Stanów Zjednoczonych (Uniwersytet Minnesoty, Uniwersytet Tennessee), Wielkiej Brytanii (Brunel West London University) i Włoch. W ramach współpracy z ośrodkami zagranicznymi Wydział współuczestniczy w europejskich programach: LLP-Erasmus, Inco-Copernicus oraz CEEPUS.
Ponadto Wydział współpracuje z wieloma krajowymi uczelniami i instytutami oraz z zakładami przemysłu motoryzacyjnego, lotniczego, stalowego oraz energetycznego.

## Kierunki kształcenia
Dostępne kierunki: 
- Zarządzanie i inżynieria produkcji (studia I i II stopnia)
- Inżynieria materiałowa (studia I i II stopnia)
- Informatyka przemysłowa (studia I i II stopnia)

## Poczet dziekanów

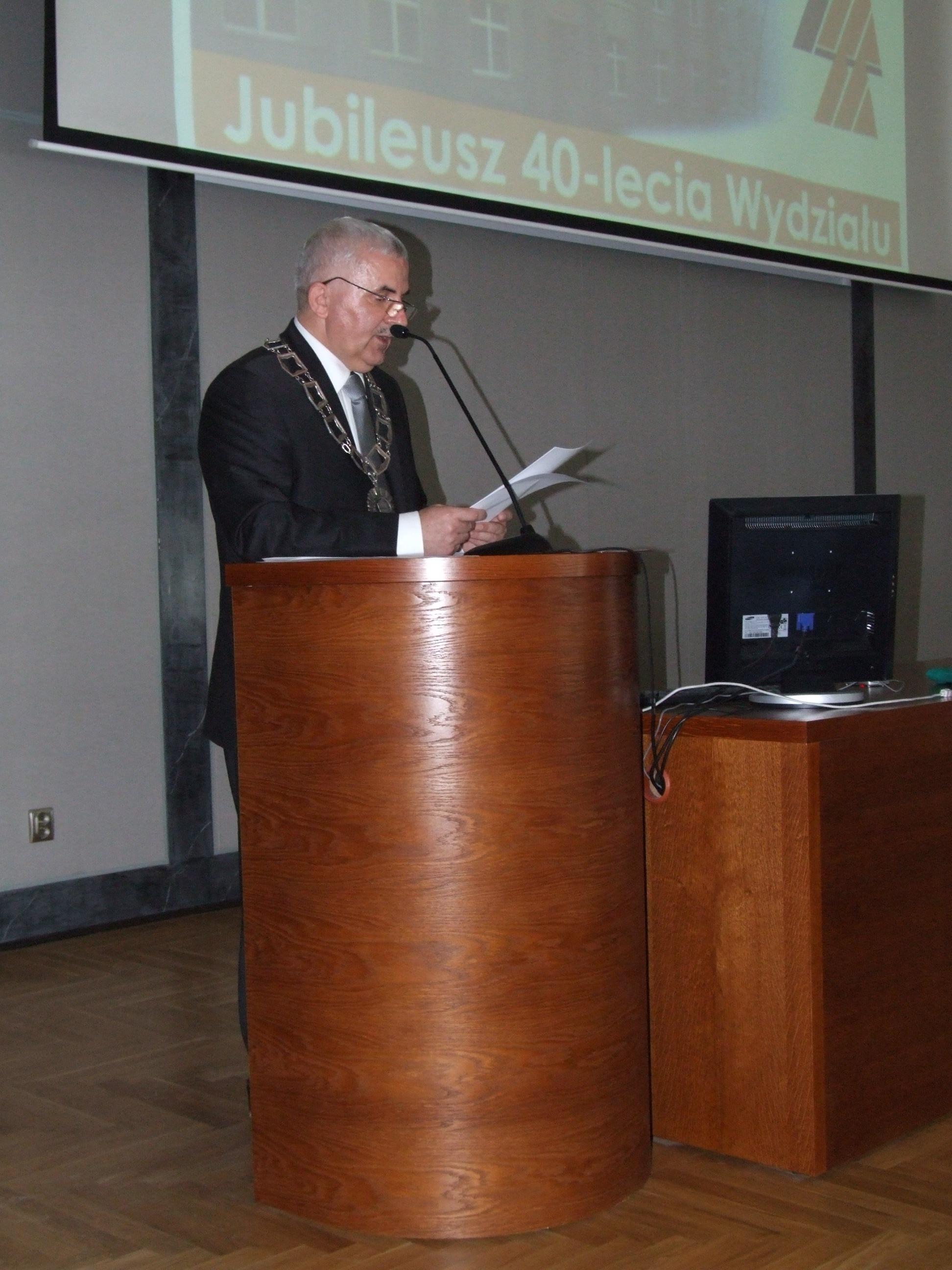
Prof. Wojciech Szkliniarz podczas uroczystości 40-lecia wydziału

1. prof. dr hab. inż. Tadeusz Lamber (1969–1981)
2. prof. dr inż. Stanisław Pawłowski (1981–1982)
3. prof. dr hab. inż. Leszek Król (1982–1987)
4. prof. dr hab. inż. Marek Hetmańczyk (1987–1990)
5. prof. dr hab. inż. Remigiusz Sosnowski (1990–1996)
6. prof. dr hab. inż. Czesław Sajdak (1996–2002)
7. prof. dr hab. inż. Leszek Blacha (2002–2008)
8. prof. dr hab. inż. Wojciech Szkliniarz (2008–2012)
9. dr hab. inż. Jerzy Łabaj (2012–2019)
10. prof. dr hab. inż. Kinga Rodak (od 2019-2024)
11. prof. dr hab. inż. Krzysztof Nowacki (od 2024)

## Władze Wydziału
W kadencji 2024–2028: 
| Stanowisko                                  | Imię i nazwisko                        |
| ------------------------------------------- | -------------------------------------- |
| Dziekan                                     | prof. dr hab. inż. Krzysztof Nowacki   |
| Prodziekan ds. nauki i współpracy           | dr hab. inż. Albert Smalcerz, prof. PŚ |
| Prodziekan ds. studenckich i kształcenia    | dr inż. Agnieszka Tomaszewska          |
| Prodziekan ds. infrastruktury i organizacji | dr inż. Sandra Grabowska               |

## Struktura organizacyjna
| Katedra                           | Kierownik                                  |
| --------------------------------- | ------------------------------------------ |
| Katedra Inżynierii Produkcji      | dr hab. inż. Agnieszka Fornalczyk prof. PŚ |
| Katedra Metalurgii i Recyklingu   | prof. dr hab. inż. Janusz Adamiec          |
| Katedra Technologii Materiałowych | dr hab. inż. Mateusz Kozioł                |
| Katedra Informatyki Przemysłowej  | dr hab. inż. Albert Smalcerz               |

## Byli wykładowcy
- Adam Gierek – eurodeputowany SLD-UP
- Adolf Maciejny – doktor honoris causa Politechniki Śląskiej